# Grammatischer Reim
Ein grammatischer Reim ist ein unreiner Reim zweier Worte gleichen Wortstamms, welche unterschiedlich gebeugt oder gebildet wurden. Im Minnesang häufig verwendet, finden sich auch in der Neuzeit noch Beispiele:
Verse, wie sie Bassus schreibt,

Werden unvergänglich bleiben:–

Weil dergleichen Zeug zu schreiben

Stets ein Stümper übrig bleibt.

– Gotthold Ephraim Lessing: Sinngedichte

Er saß zu Pferde: ihm entging

keine Gebärde rings.

Auf Silber sprach jetzt Ring zu Ring,

und Stimme war in jedem Ding,

und wie in vielen Glocken hing

die Seele jedes Dings.

– Rainer Maria Rilke: Karl der Zwölfte von Schweden reitet in der Ukraine aus Das Buch der Bilder
Die entsprechende rhetorische Figur ist das Polyptoton.